# Belgiumi Francia Közösség
A Belgiumi Francia Közösség  (franciául: Communauté française de Belgique, hollandul: Franse Gemeenschap van België, németül: Französische Gemeinschaft Belgiens) egyike Belgium három alkotmányosan elismert nyelvi-kulturális közösségének, a Flamand Közösség és a német nyelvi közösség mellett. A Francia Közösség a belga alkotmány értelmében önálló parlamenttel, kormányzattal és közigazgatással rendelkezik, amelyet a Flamand Közösségtől eltérően nem egyesítettek Vallónia regionális parlamentjével és kormányával.

## A Közösség tagjai
A belgiumi Francia Közösséghez összesen kb. 4,2 millió belga állampolgár tartozik,  két nagyobb csoportban:
- Vallónia 3,3 millió lakosa, kivéve a Német nyelvi közösség kb. 70 000 lakosát és az ún. nyelvi létesítményekkel rendelkező vallon önkormányzatok flamand nyelvű lakosait
- Brüsszel kb. 900 000 francia nyelvű lakosát (amely jelenleg a brüsszeli lakosok túlnyomó többségét adja)

Érdekes módon a flamand régióban, illetve a flamand közösség területén élő, franciát beszélő kb. 2-300 000 fő nem tartozik a Francia Közösségbe, és a fenti adatba sem számították be ezt a csoportot. Ezzel együtt a Francia Közösség tömöríti Belgium lakosságának mintegy 41%-át, míg a Flamand közösség a lakosság 58%-át és a német nyelvi közösség a maradék 1%-ot.
Mint az elnevezés is sugallja, a Közösség nem területi, hanem nyelvi-kulturális alapon szerveződik. A nyelvi-területi alapon szerveződő modern Belgiumban mindenesetre figyelembe kell venni, hogy a közösségek és a régiók nem azonosak egymással.
Az 1993-ban aláírt Saint Quentin-egyezmény értelmében a közösségi hatáskörök és kompetenciák egy része átkerült a vallon régió, illetve a brüsszeli „Commission communautaire française” (COCOF) hatáskörébe, ezek:
- bizonyos kulturális ügyek, mint például sportlétesítmények, szociális ellátás, turizmus, szakirányú oktatás és kulturális örökség
- iskolabuszok, illetve iskolások utaztatása
- egészségügyi politika, az egyetemi kórházak, az ONE (Office de la naissance et de l'enfance), egészségügyi oktatás és képzés, megelőző egészségügy és az iskolai egészségügy kivételével
- szociális ellátás (a kapcsolódó törvényhozás, az ONE feladatainak, az ifjúságvédelem és a büntetés-végrehajtási intézmények szociális ellátásának kivételével)

Brüsszelben a fenti hatásköröket és kompetenciákat a COCOF és flamand megfelelője, a VGC (Vlaamse Gemeenschapscommissie) közösen gyakorolják. A brüsszel lakosok eldönthetik, hogy a fenti területeken melyik intézmény segítségét veszik igénybe, nyelvi preferenciáik alapján. Az egyes brüsszeli kerületek döntése értelmében a fenti területeken a COCOF nagyfokú autonómiát élvez, ami nem érvényes a VGC tekintetében. Az így kialakuló rendszer összetettségét jelzi, hogy például egy műemlék-jellegű épület besorolásának meghatározásakor a régió felelős az épület szerkezeti részeiért, míg a közösség felelős a berendezés, díszítés (festmények, bútorzat stb.) védelmének biztosításáért. Egy másik, jellemző probléma, hogy bár a vallon régió és a COCOF egyaránt felelős az iskolák épületéért, de nincs meghatározva, hogy ki biztosítja az iskolát informatikai felszerelését.

## A Francia Közösség rövid története
- 1970: a három nyelvi közösség (francia, holland és német) létrehozása, kulturális jogkörök kialakítása
- 1980: megalakul a francia, a flamand és a német nyelvű közösség, amelyek megkapják az első hatásköröket a kulturális területen kívül
- 1988: további hatásköröket kapnak a közösségek, akkor az oktatás, média, stb. területén.
- 1993: Saint Quentin-egyezmény, a Francia Közösség bizonyos kompetenciákat visszautal a vallon régió, illetve a brüsszeli francia közösség, a COCOF hatáskörébe.

## Alternatív elnevezések
Bár a közösség neve azt is sugallhatja, hogy a Belgiumban élő francia állampolgárokat tömöríti, valójában a francia nyelvet vagy annak helyi változatát, a vallont beszélő belga állampolgárok közössége. Mivel a közösség elsődleges szervezőelve a nyelvhasználat, időnként a francia nyelvű közösségnek is nevezik.
Másik, szintén nem hivatalos elnevezése, a francia közösség lakhelyére utalva, a vallon-brüsszeli közösség (franciául: Communauté Wallonie-Bruxelles vagy Communauté française Wallonie-Bruxelles). Ezt különösen akkor használják, amikor a Francia Közösség intézményeire, vagy még általánosabb értelemben a Francia Közösség, Vallónia régió és a brüsszeli régióban működő Francia Közösségi Bizottság (Commission communautaire française vagy COCOF) intézményeire utalnak.
Ez utóbbi elnevezések nem szerepelnek a közösségeket létrehozó belga alkotmánymódosításban és csak néhány hivatalos publikációban jelentek meg.
Az alternatív elnevezések használata általában ellenérzést vált ki a flamandok, főleg a flamand nacionalisták körében, akik úgy érzik, hogy a nem hivatalos elnevezések csak elősegítik a közösségi és a regionális intézmények közötti határvonalak elmosódását.

### A Francia Közösség összehasonlítása „Flandriával”
A belgiumi régiók és közösségek elnevezése meglehetősen sok félreértés forrása, elsősorban Flandria esetében, amely egyszerre utal(hat) két politikai intézményre: a Flamand Régióra, illetve szélesebb értelembe a Flamand Közösségre. A „Flandria” elnevezés szintén nem szerepel a belga alkotmányban, de a köznapi és a hivatalos szóhasználatban mégis jobban elterjed és jobban elfogadott, hiszen megalakulása után a flamand régió összeolvasztotta intézményeit a flamand közösség intézményeivel, míg ezek Vallónia és a Francia Közösség szempontjából máig elkülönülnek.
A flamandok szemében a Flandria (Flanders vagy Vlaanderen) elnevezés nem zárja ki a „más” nyelveket beszélő (értsd: brüsszeli francia ajkú) belgákat, míg a Communauté Wallonie-Bruxelles elnevezést igen.

## A Közösség intézményei és hatáskörei
A Francia Közösség saját intézményekkel, elsősorban parlamenttel és kormányzattal rendelkezik. A parlament és a kormány székhelye Brüsszel.
A közösség hatásköre (az oktatás, kultúra, kutatás-fejlesztés, egészségügy, ifjúságpolitika és sportpolitika terén) elsősorban Vallónia régióra terjed ki (kivéve a német nyelvű közösséget), valamint a brüsszeli régió francia nyelvű lakosaira (a régió lakosságának 90%-ra).

### A Francia Közösség Parlamentje

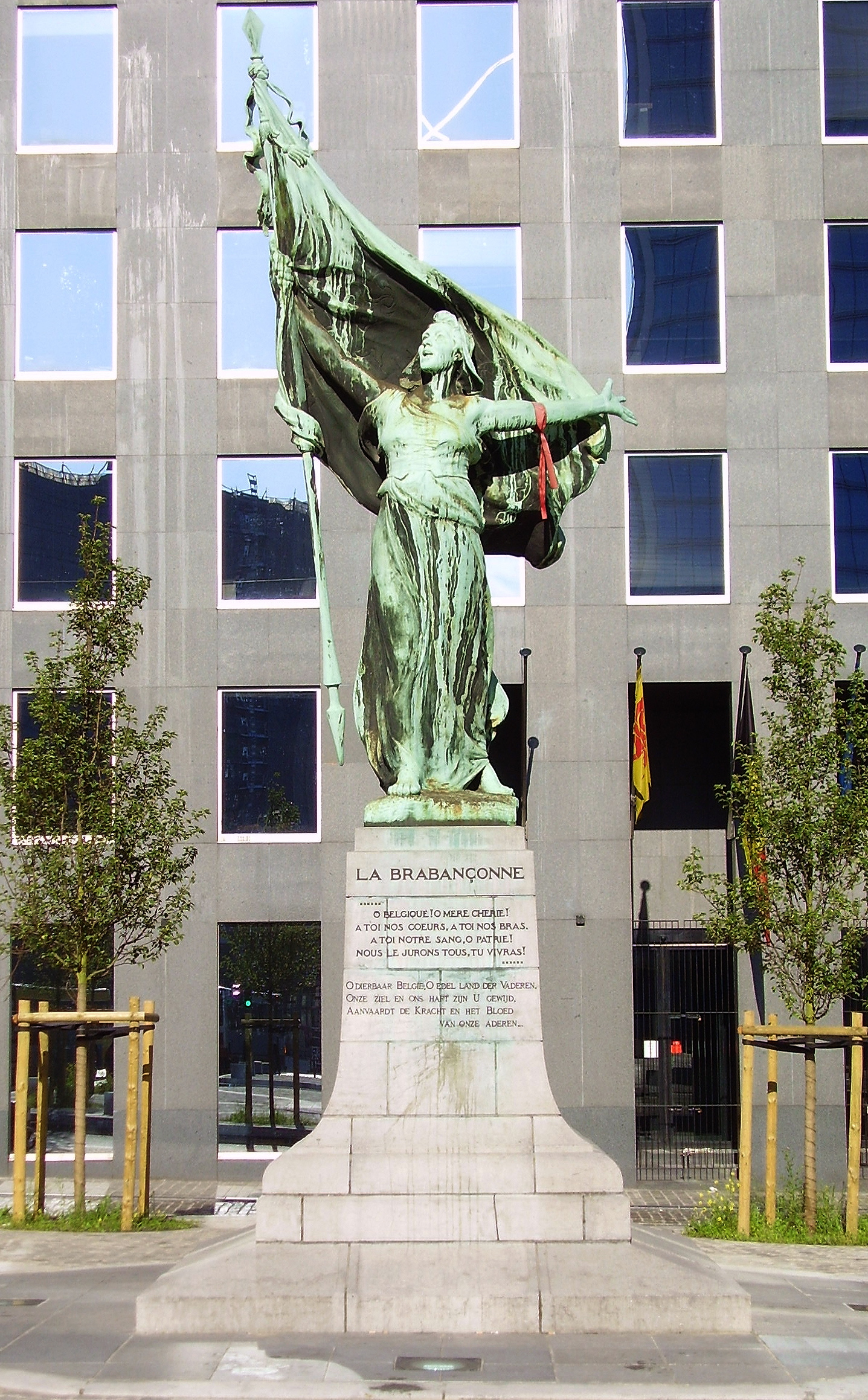
A Francia Közösség Parlamentjének és Kormányának székhelye, a brüsszeli Place Surlet de Chokier téren

A Francia Közösség parlamentjének 94 képviselője van, ezek közül 75-en a vallon parlament tagjai és Vallóniát képviselik, míg 19 képviselő a Brüsszel Fővárosi Régió parlamentjének tagja és a fővárosban élő francia ajkú belgákat képviselik. 
A 2007-ben tartott választások eredményeként a parlament jelenlegi összetétele:
- PS: 41 képviselői hely
- Mouvement réformateur: 26 képviselői hely
- centre démocrate Humaniste: 17 képviselői hely
- Ecolo: 5 képviselői hely
- Front National: 4 képviselői hely

### A Francia Közösség Kormánya
A közösségi kormányt nem a parlament választja meg, hanem a négyévente tartott regionális választások eredményeként alakul meg. A közösségi kormány legalább egy tagja a brüsszeli régiót képviseli.
A 2007. július 20-i választásokat követően a jelenlegi kormány összetétele:
- Marie Arena (PS), miniszterelnök és a kötelező oktatásért felelős miniszter
- Marie-Dominique Simonet (cdH), miniszterelnök-helyettes, a felsőoktatásért, tudományos kutatásért és nemzetközi kapcsolatokért felelős miniszter
- Michel Daerden (PS), miniszterelnök-helyettes és a közösségi költségvetésért, a sportpolitikáért és a közösségi adminisztrációért felelős miniszter
- Fadila Laanan (PS), kulturális és tömegtájékoztatási miniszter, a brüsszeli régió képviselője
- Catherine Fonck (cdH), egészségügyi, gyermekvédelmi és az ifjúság támogatásáért felelős miniszter
- Marc Tarabella (PS), ifjúsági és szociális ügyekért felelős miniszter

### A közösség költségvetése
| Minisztériumok                                                    | 2005            | 2006            | 2007            |
| Közigazgatás                                                      | 442 121 000 €   | 490 301 000 €   | 359 731 000 €   |
| Egészségügy, szociális ügyek, kultúra, sport és tömegtájékoztatás | 859 157 000 €   | 907 030 000 €   | 983 171 000 €   |
| Oktatás, kutatás-fejlesztés és szakképzés                         | 5 496 031 000 € | 5 730 393 000 € | 5 882 482 000 € |
| Közösségi adósságtörlesztés                                       | 566 809 000 €   | 141 197 000 €   | 147 639 000 €   |
| A COCOF költségvetése                                             | 359 980 000 €   | 381 229 000 €   | 376 289 000 €   |
| Összesen                                                          | 7 724 098 000 € | 7 650 150 000 € | 7 749 312 000 € |

### A közösség jelképei
A közösség egyik legfontosabb jelképe a vallon zászló, amelyet 1975. július 20-án fogadott el a francia kulturális közösség kulturális tanácsa. A zászlót nem akkor alkották meg, hiszen az 1913-ban megrendezett vallon kongresszus már elfogadta, mint a belgiumi vallonok egyik jelképét.
A közösség 1991. július 3-i határozatának 4. paragrafusa értelmében a Francia Közösség zászlaja sárga alapon vörös kakast ábrázol (le drapeau de la Communauté française est jaune au coq hardi rouge), amelyet Pierre Paulus tervezett. A zászlót a közösség ünnepnapján, szeptember 27-én szokták ünnepélyesen felvonni.
1998. július 15-e óta a közösség zászlója hivatalosan a vallon régió zászlója is (bár nem hivatalosan már 65 éve ugyanaz).
A zászlóval ellentétben, amelyet hivatalosan meghatároztak és a közösségi határozatban rögzítettek, a közösség jelképe több változatban létezik és számos változáson ment keresztül. A parlament, a kormány, a közösségi adminisztráció mind kialakították saját logójukat, amelyek a Pierre Paulus által tervezett zászlót vették alapul.

### A Közösség miniszterelnökeinek listája
| Philippe Moureaux (1.) | 1981. december 22. – 1985. december 9. | PS  |
| Philippe Monfils       | 1985. december 9. – 1988. február 2.   | PRL |
| Philippe Moureaux (2.) | 1988. február 2. – május 9.            | PS  |
| Valmy Féaux            | 1988. május 17. – 1992. január 7.      | PS  |
| Bernard Anselme        | 1992. január 7. – 1993. május 4.       | PS  |
| Laurette Onkelinx      | 1993. május 4. – 1999. július 13.      | PS  |
| Hervé Hasquin          | 1999. július 13. – 2004. július 19.    | PRL |
| Marie Arena            | 2004. július 19. – jelenleg            | PS  |

## A Francia Közösség és a belga belpolitika aktuális kérdései

### Vallon belpolitika
Néhány vallon politikus azt a nézőpontot képviseli, hogy a közösség intézményeit és hatásköreit át kellene adni a régiónak, ahogyan azt a flamandok tették. Bár nem ismert, hogy a belgiumi francia ajkú lakosság körében ennek mekkora támogatottsága lenne, de a Le Soir nevű francia napilap 2003. szeptember 26-i számában megjelentetett egy közvélemény-kutatást, amely szerint a vallon régió lakossága támogatja, míg a brüsszeli régió francia ajkú lakossága inkább ellenzi az elképzelést.
A vitát tovább bonyolítja, hogy egyesek a Közösséget a vallonokat összekötő egyetlen kulturális kapocsnak tartja. Ezek a közösségpártiak ("communautaristes") attól tartanak, hogy a kulturális, oktatási és szociális ügyek megosztása Vallónia és Brüsszel között megosztaná a vallon közösség kohézióját. Ezzel szemben a regionalisták ("régionalistes") Németország példáját hozzák fel, ahol az egyes tartományok meglehetősen nagy önállóságot élveznek és azt a nézőpontot képviselik, hogy a közösségi feladatkörök felosztása egyáltalán nem érintené a vallonok összetartozását.

### A vallon régió álláspontja
Az 1983. szeptember 15-én megjelent, majd húsz évvel később, 2003. szeptember 15-én megerősített Vallon Kulturális Kiáltvány (Manifeste pour la culture wallonne), amelyet a vallon regionális parlament elnökének, Robert Collignonnak címeztek, szintén amellett foglalt állást, hogy a közösség hatásköreit osszák fel a vallon és a brüsszeli régió között. A kiáltvány aláírói a hatáskörök felosztása mellett továbbra is fenntartották volna a közösségi parlamentjét, amely mintegy összekötötte volna a vallon és a brüsszeli régió lakosait.

### Brüsszel: Mi is létezünk!
A Le Soir napilap 2006. december 20-án jelentette meg a „Mi is létezünk!” (Nous existons!) című felhívást, amelyet híres brüsszeliek százai, köztük Mateo Alaluf, Jean-Baptiste Baronian, Philippe Van Parijs, Claude Javeau, Jacques De Decker, François Schuiten, Guy Haarscher, Jean-Marc Ferry, Benoît Dejemeppe, Benoît Peeters, Riccardo Petrella, Axelle Red, Claude Semal, Olivier Strebelle és Thierry Tinlot írtak alá. A felhívás lényegében arra irányult, hogy vegyék figyelembe a brüsszeli régió, illetve az itt lakók érdekeit is a 2007-re tervezett alkotmánymódosítási tárgyalások során. A felhívás szövege arra biztatta a multikulturális és komplex városban élő brüsszelieket, hogy származásuktól, anyanyelvüktől és közösségüktől függetlenül álljanak ki a város és a régió érdekei mellett, az alkotmányos tárgyalásokon a régiót képviselő politikusokat, hogy biztosítsák Brüsszel számára a lehetőséget, hogy saját jövőjét formálja és az ország hasznára váló dinamizmus forrása legyen (à accorder à Bruxelles, comme aux autres Régions, le pouvoir de forger son avenir,…comme foyer d'un dynamisme profitant aux trois régions du pays). A felhívás írói mindenképpen több régiós (azaz területi alapon szerveződő) és kevesebb közösségi (azaz nyelvi-kulturális vonalak mentén szerveződő) intézményeket akartak. A szöveg arra enged következtetni, hogy a vallon és a brüsszeli regionalisták álláspontja meglehetősen erős és ennek megfelelően nem hangsúlyozta a Brüsszel és Vallónia  közötti nyelvi-kulturális kötelékeket, ezért számos flamand lakos is csatlakozott a felhíváshoz.

### Vallónia válasza a brüsszelieknek
2007 májusában számos vallon személyiség, mint például Lise Thiry, Nicole Malinconi, Paul Meyer, Caroline Lamarche, Jacques Dubois, Jean-Marie Klinkenberg, Guy Denis, Jean Louvet, Luc Courtois, Jean Germain, Philippe Destatte, Nicolas Ancion, Jean-Claude Vandermeren, a vallon szakszervezeti szövetség főtitkára, és a vallon parlament volt elnöke, Robert Collignon válaszolt pozitívan a brüsszeli kiáltványra. A választ aláírók mindenesetre kiálltak a kiáltvány céljai mellett és támogatták a négy régióból álló szövetségi belga állam létrehozását, valamint a közösségek felszámolását.

## A közösség a kultúra terén

### Közszolgálati televízió és rádió
- Az RTBF a közösség hivatalos közszolgálati televíziója és rádiója.
- Egyéb rádiócsatornák : La Première, Pure FM, Classic 21, Musiq'3, RTBF International
- Televíziós csatornák : La Une, La Deux, La Trois, Arte Belgique, RTBF Sat
- Emellett részt vesz az EuroNews és a TV5MONDE csatornák működésében is.

### Kereskedelmi csatornák
Az eredetileg luxemburgi székhelyű RTL a közösség és Vallónia elsőszámú kereskedelmi médiacsoportja.
- Kereskedelmi rádiók : Bel RTL, Radio Contact, Fun Radio
- Kereskedelmi televíziók : RTL-TVI, Club RTL, Plug TV

Ezen felül a Groupe AB televíziós csoport 2 adása elérhető a belgium francia közösségnek: AB3 és AB4

### Közösségi nyelvek
A közösség hivatalos nyelve a francia, de 1990 óta kisebbségi nyelvként elismerték számos helyi nyelvjárás létezését. Ezek között találhatók latin (champenois, lorrain, picard és a vallon), valamint germán (frank, limburgi, luxemburgi, brabançon, bruxellois) nyelvek is.

## Külső hivatkozások
- Belgium Francia Közössége, hivatalos website, francia
  - Belgium Francia Közössége, angol verzió
- A Francia Közösség parlamentje Archiválva 2012. január 2-i dátummal a Wayback Machine-ben, hivatalos website, francia nyelven, bizonyos oldalak elérhetők angolul
- Communauté Wallonie-Bruxelles Archiválva 2020. október 31-i dátummal a Wayback Machine-ben
- Wallonie-Bruxelles Image (WBI)
- Wallonie-Bruxelles Musiques (WBM)
- Wallonie-Bruxelles Théâtre (WBT)
- Bureau International de la Jeunesse (A közösség ifjúságpolitikával foglalkozó szervezete)
- Médiathèque de la Communauté française de Belgique
- "UNION FRANCOPHONE DES BELGES À L'ÉTRANGER"(A Belgiumon kívül élő, francia ajkú belgák közösségének weblapja)

 Belgium